# Parque Estadual Telma Ortegal

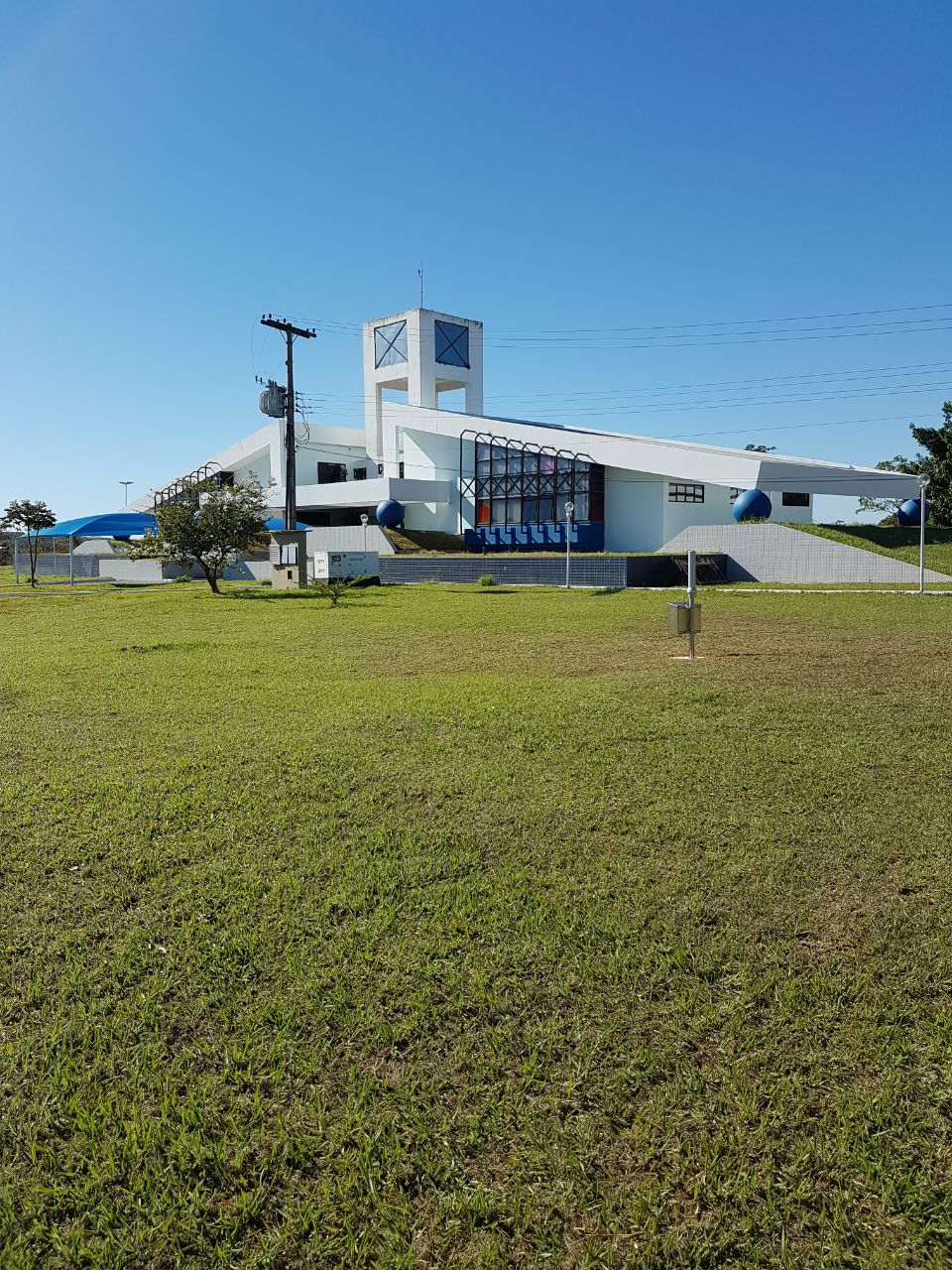
Centro de informação no Parque Estadual Telma Ortegal

O Parque Estadual Telma Ortegal está localizado no estado de Goiás, no município de Abadia de Goiás (coordenadas 16° 45' 24" S 49° 25' 30" O). Foi criado pela Lei 12.789, de 26 de dezembro de 1995, e possui uma área de 165,9629 hectares. Sua criação ocorreu devido ao acidente radiológico de Goiânia, destinando-se a atender as normas de preservação ambiental do entorno do depósito radioativo, recomendadas pelo IBAMA, CNEN e pelo Conselho Estadual do Meio Ambiente. O parque está sujeito ao regime especial previsto na Lei de Política Florestal de nº 12.596, de 14 de março de 1995 e Resolução CEMAm nº 01/94.
Está dividido em quatro áreas:
- Zona Primitiva - área de mínima intervenção humana, de apenas 4,99 hectares, sendo permitidas apenas atividades de pesquisa.
- Zona de Uso Intensivo - onde encontram-se grandes parte das construções de recreação, centro de informações e torre de observação.
- Zona de Uso Especial - constituída pelas áreas de laboratórios, depósitos, administração, manutenção e serviços.
- Zona de Recuperação - degradada pela ação humana e onde está proibida qualquer construção ou qualquer outra forma de alteração das condições, até sua total recuperação.